# 수유운수
수유운수(水踰運輸)는 1994년 1월 10일에 설립되었으며, 서울특별시 강북구 인수봉로23길 51 (수유동)에 소재지를 둔 서울특별시의 마을버스 운수업체이다.

## 운행 노선
- ● 강북03번 : 빨래골(삼각산등산로입구) ↔ 수연슈퍼 ↔ 다리앞(혜화여고입구) ↔ 삼흥연립 ↔ 한빛맹학교 ↔ 강북삼성의원 ↔ 수유1동주민센터,파출소 ↔ GS25 수유빨래골점 ↔ 화계유치원 ↔ 국제가스 → 유성빌딩 → 수유역 → 번동삼거리(강북경찰서) → 보람빌딩 → 신일병원 → 이하역순 (구 강북마을 3번)

## 보유 차종

#### 현대자동차
- 현대 뉴 카운티

#### CRRC중국중차
- CRRC 그린웨이 720 EV